# جيبينشا اكوو
جيبينشا اكوو (باليابانية: 十返舎一九) هو اسم مستعار لشيجيتا ساداكازو(12 سبتمبر 1831 . كاتب ياباني نشط في أواخر فترة ايدو في اليابان . عاش في المقام الأول في ايدو في خدمة الساموراي، ولكن أيضا أمضى بعض الوقت في أوساكا باعتباره حضري. وكان من بين اغزر الكتاب للروايات الصفراء المدعومة في أواخر فترة إيدو بين 1795 و 1801 وكتب ما لا يقل عن عشرين رواية في السنة، وكتب بعد ذلك شيريبون وكوكيبون وأكثر من 360 قصص مصورة.

## روابط خارجية
- جيبينشا اكوو على موقع الموسوعة البريطانية (الإنجليزية)